# Yale (fabeldier)

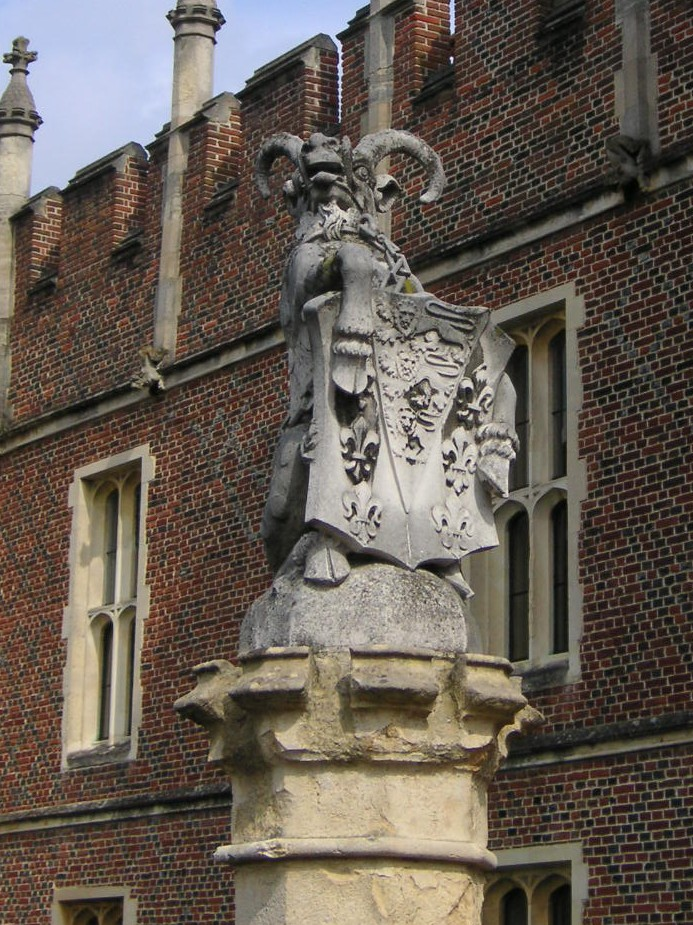
Yale bij Hampton Court Palace

De yale is een fabeldier uit Ethiopië en India, en valt op door zijn opmerkelijke hoorns. Zijn vacht is donkerrood of zwart, hij is zo groot als een paard en heeft de staart van een olifant en de kaken van een zwijn.
Zijn hoorns zijn bewegelijk, en de yale gebruikt er telkens één bij aanval, terwijl hij de andere hoorn naar achteren buigt. Als de aanvalshoorn beschadigd raakt, neemt de andere hoorn zijn plaats in. Als iemand beide hoorns weet te beschadigen, kan hij ontkomen aan de aanval van het dier. De yale zou zijn hoorns oprollen en tegen zijn rug leggen als hij ze niet gebruikt.
Vaak worden dieren uit Ethiopië en India met elkaar of met andere dieren verward. Zo ook de yale; Ya-el is Hebreeuws voor berggeit, maar soms wordt het dier zo groot als een nijlpaard genoemd. Ook wordt de yale vaak verward met de gnoe, de eenhoorn en de catoblepas, een ander fabeldier. Het dier zou nauw verwant zijn aan de centicore en de vleesetende stier.
De yale is afgebeeld in oude Egyptische schilderingen en bewaakt de tempels van India. Een Afrikaanse stam zou haar vee zo hebben gefokt dat één hoorn naar voren wijst, zoals bij de yale. In de Britse heraldiek is de yale een van de dieren van de koningin en komt tevens voor op het wapen van Christ’s College in Cambridge.